# Helios (álbum)
Helios es el cuarto álbum de estudio de la banda de rock alternativo estadounidense The Fray. Fue lanzado el 25 de febrero, del 2014 por Epic Records.

## Background and release
El tercer álbum de The Fray, Scars & Stories, fue lanzado en febrero de 2012. En una entrevista en octubre de 2012 con la revista Rolling Stone, el vocalista Isaac Slade dijo que la banda empezaría a trabajar en su cuarto álbum en el 2013, apuntando alrededor de un lanzamiento en las Navidades del 2013. El 4 de junio de 2013, la banda anunció que la grabación de su cuarto álbum había empezado. El álbum fue disponible para apartar en iTunes el 25 de noviembre del 2013, y fue marcado para ser lanzado el 14 de enero de 2014, Sin embargo, la fecha de lanzamiento fue atrasada y el álbum fue lanzado el 25 de febrero de 2014.

## Sencillos
El sencillo principal "Love Don't Die" fue lanzado el 21 de octubre de 2013.. It was released to radio on October 22, 2013. El 9 de mayo de 2014, la banda anuncio en su página de Twitter que el segundo sencillo del álbum es "Break Your Plans".

## Críticas
En su lanzamiento, Helios recibió críticas mezcladas de críticos de música. Kevin Catchpole de PopMatters le dio al álbum seis de diez discos, comentando que "lo decepcionante es como pequeños momentos de innovación aparecen por pocos segundos solamente, y luego desaparecen. Eso sugiere una banda que es capaz de mucho más, solo si quisieran intentarlo." Andy Argyrakis de CCM Magazine calificó el álbum tres estrellas de cinco, remarcando como el lanzamiento contiene "mucha edificación y letras contemplativas", sin embargo, "su piano pop de signatura aparece en ocasiones, parece que hay una gravitación hacia los coros con voces en grupo y beats masivos electrónicos, que algunas veces suceden, pero periódicamente aparecen al derivativo del top 40 de ahora.
James Christopher Monger de Allmusic le dio al álbum dos-y-medio de cinco estrellas, indicando como ese "Helios empieza inocuamente suficiente con 'Hold My Hand,' un recto para arriba, himno generador engendrado con oleadas de manos que hace pares a un seguro, circular, enteramente progresión de acordes familiar con una melodía que regresa el favor (una descripción que aplica a la mayoría o no de todas las diez canciones que lo acompañan), antes de desencadenar el primer sencillo del álbum, 'Love Don't Die,' un digitalizado zapateo que inclina al espectro de Kings of Leon/Black Keys del lado de the Fray. Coqueteos con disco ('Give It Away') y un clonado electro-pop puro de The Killers ('Hurricane') que lo sigue, pero the Fray nuca sonó tan cómodo como lo hacen ellos liberan a un relativo genérico, sin embargo, innegable losas apasionadas de Bruce Springsteen, Train, Goo Goo Dolls, y un inspirado de Coldplay, una melaza de carretera abierta como 'Our Last Days' y 'Wherever This Goes'."

## Lista de canciones
- Todas las canciones producidas por Stuart Price, "Love Don't Die" producida por Price y Ryan Tedder.

| N.º | Título                | Escritor(es)                                                | Duración |  |
| 1.  | «Hold My Hand»        | The Fray, busbee                                            | 3:41     |  |
| 2.  | «Love Don't Die»      | The Fray, Ryan Tedder                                       | 3:03     |  |
| 3.  | «Give It Away»        | The Fray, busbee                                            | 3:21     |  |
| 4.  | «Closer to Me»        | The Fray, Matthew Thiessen                                  | 2:47     |  |
| 5.  | «Hurricane»           | The Fray, Matt Hales                                        | 3:48     |  |
| 6.  | «Keep on Wanting»     | The Fray, Brett James                                       | 4:41     |  |
| 7.  | «Our Last Days»       | The Fray, busbee                                            | 3:39     |  |
| 8.  | «Break Your Plans»    | The Fray, Joakim Berg, Carl Falk, Wayne Hector, Rami Yacoub | 3:47     |  |
| 9.  | «Wherever This Goes»  | The Fray, Thiessen                                          | 3:38     |  |
| 10. | «Shadow and a Dancer» | The Fray, Thiessen                                          | 4:48     |  |
| 11. | «Same As You»         | The Fray, Sam Hollander                                     | 5:06     |  |

| Japanese bonus tracks |                 |          |  |
| N.º                   | Título          | Duración |  |
| 12.                   | «Winter Sun»    | 3:04     |  |
| 13.                   | «500,000 Acres» | 3:18     |  |

## Personal
| The Fray - Isaac Slade - Voz, piano - Dave Welsh - Guitarra líder - Joe King - Guitarra rítmica, coros - Jeremy McCoy - Bajo, coros - Ben Wysocki - Batería, percusión | Personal técnico - Stuart Price - Producción - Ryan Tedder - Producción |